# Maoz Tsour
Ma'oz Tsour (hébreu : מעוז צור, « Rocher puissant ») est un poème liturgique hébraïque, traditionnellement chanté lors de la fête de Hanoucca, après l'allumage des bougies.
Fort populaire dans les foyers comme dans les synagogues, le chant a été adapté en allemand par Leopold Stein puis en anglais par Marcus Jastrow et Gustav Gottheil.

## Contenu
L'hymne est nommé d'après ses deux premiers mots en hébreu, qui signifient "Roc de puissance", employé comme nom ou épithète de Dieu.
Selon Zunz ("Literaturgesch. " p. 580), Maoz Tsour aurait été écrit au milieu du XIIIe siècle, au temps des Croisades.
Les premières lettres des cinq premières stances forment en acrostiche un nom, probablement celui du compositeur, Mordekhaï (מרדכי). Il pourrait s'agir de Mordecaï ben Isaac ha-Levi, l'auteur du piyyout pour la table de Shabbat "Mah Yafit", voire du savant évoqué par les Tossefot de Nidda 36a. D'après le message de la stance finale, il pourrait s'agir du Mordecaï dont le beau-père subit le martyre à Magenza (Mayence) en 1096.
Un autre acrostiche est trouvé dans les premières lettres des mots ouvrant la dernière stance. Comme dans le cas de nombreux piyyoutim, ils congratulent le poète par le mot hazaq (signifiant "[puisses-tu être] fort").
La première stance et la dernière sont écrites au présent, les autres au passé. Dans la première stance s'exprime l'espoir de la reconstruction du Temple et la défaite des ennemis, évoqués en termes canins (menabe'a'h, aboyant). Dans les stances intermédiaires, le poème rappelle les nombreuses occasions au cours desquelles les communautés juives furent sauvées des peuples oppresseurs qui les environnaient dans l'ordre chronologique. La seconde stance évoque l'Exode d'Égypte, la troisième la fin de la captivité babylonienne, la quatrième le miracle de Pourim, et la cinquième la victoire des Hasmonéens, période dans laquelle s'inscrit Hanoucca. La stance finale appelle à un soulèvement contre les ennemis du peuple Juif. Au vu de l'agencement du poème, certains pensent que le terme "Admon", signifiant "le rouge", bien que pouvant être compris comme une métaphore d'Édom, évoquait plus précisément l'empereur Friedrich Barbarossa (Frédéric Barberousse). Cette stance fut oblitérée de nombreuses versions imprimées du poème, sans doute par crainte de représailles chrétiennes.
Dans son livre VeHigadeta Lebanekha ("Et tu diras à tes enfants"), Mikhal Gour-Arie explique que "Ma'oz Tsour" est chanté à Hanoucca plutôt qu'à Pourim ou Pessa'h, également évoqués dans le poème car :

« Pour Pessa'h, nous lisons dans la Haggada : "À chaque génération, certains se lèvent pour nous anéantir, mais le Saint, béni soit-Il, nous sauve de leurs mains. " À Pourim, après la lecture de la Meguila, nous disons la bénédiction "Béni sois Tu... Qui défends notre cause, ...et S'est dressé contre ceux qui se sont dressés contre nous...." Il n'est pas besoin de dire le "Ma'oz Tsour", sauf à Hanoucca. »

Dans cette optique, le "Ma'oz Tsour" fait office de relation rituelle des faits, les Juifs ne considérant pas les Livres des Macchabées comme "canoniques".

## Mélodie
La mélodie habituellement associée à Maoz Tsour et qui est reprise un peu partout dans le monde est également utilisée pour d'autres chants (ex : Hallel). D'autres airs existent.
L'air actuel a été transcris par le Cantor Birnbaum de Königsberg dans le Israelitische Wochenschrift (1878, No. 51).
Selon ce même Birnbaum, cet air est une adaptation d'un ancien air populaire allemand So weiss ich eins, dass mich erfreut, das pluemlein auff preiter heyde, produit dans Altdeutsches Liederbuch de Böhme(No. 635) ; ce chant était semble-t-il largement répandu parmi les juifs allemands aux alentours de 1450. Par une étrange coïncidence, ce même air a été utilisé par Luther lors de chorales en allemand. Il était utilisé, par exemple, pour le chant Nun freut euch lieben Christen gmein (comp. Julian, Dictionary of Hymnology). Cet air est aussi familier parmi les anglophones comme l'air de la traduction par F. E.Cox de l'hymne Sei lob und ehr dem höchsten gut, de J. J. Schütz (1640-1730), sous le titre de Erk.
La première forme de l'adaptation en hébreu est due à Isaac Nathan, qui l'a utilisé pour le psaume Sur les rives de Babylone (cf. Mélodies hébraïques de Byron, 1815). De nombreuses transcriptions suivirent, et l'air trouve désormais sa place dans chaque compilation de mélodies juives.

## Paroles
| Hébreu | Phonétique | Traduction |
| --- | --- | --- |
| מָעוֹז צוּר יְשׁוּעָתִי, לְךָ נָאֶה לְשַׁבֵּחַ תִּכּוֹן בֵּית תְּפִלָּתִי, וְשָׁם תּוֹדָה נְזַבֵּחַ. לְעֵת תָּכִין מַטְבֵּחַ מִצָּר הַמְנַבֵּחַ. אָז אֶגְמוֹר בְּשִׁיר מִזְמוֹר חֲנֻכַּת הַמִּזְבֵּחַ.                 | Ma'oz Tzur Yeshu'ati, lekha na'eh leshabe'ah. Tikon beit tefilati, vesham toda nezabe'ah. Le'et takhin matbe'ah mitzar hamnabe'ah. Az egmor beshir mizmor hanukat hamizbe'ah.              | Rocher puissant de ma délivrance, il me plait de chanter tes louanges Que soit reconstruite la maison de ma prière, et je t'y remercierai Quand tu auras massacré l'ennemi aux abois Alors je finirai par un chant de louange l'inauguration de l'Autel                            |
| רָעוֹת שָׂבְעָה נַפְשִׁי, בְּיָגוֹן כֹּחִי כָּלָה חַיַּי מֵרְרוּ בְקֹשִׁי, בְּשִׁעְבּוּד מַלְכוּת עֶגְלָה וּבְיָדוֹ הַגְּדוֹלָה הוֹצִיא אֶת הַסְּגֻלָּה חֵיל פַּרְעֹה וְכָל זַרְעוֹ יָרְדוּ כְּאֶבֶן בִּמְצוּלָה.       | Ra'ot save'ah nafshi, beyagon kohi kala. Hayyai mareru vekoshi, beshi'abud malkhut egla. Uvyado hagdola hotzi et hasgula. Heil par'o vekhol zar'o yaredu ke'even bimtzula..                | De malheurs mon âme est repue, la peine a épuisé ma puissance Ma vie est amère de dureté, sous l'esclavage du royaume du veau (l'esclavage en Égypte) Et de sa main étendue est sortie la délivrance L'armée de Pharaon et son engeance, tels la pierre, sombrèrent dans les flots |
| דְּבִיר קָדְשׁוֹ הֱבִיאַנִי, וְגַם שָׁם לֹא שָׁקַטְתִּי וּבָא נוֹגֵשׂ וְהִגְלַנִי, כִּי זָרִים עָבַדְתִּי וְיֵין רַעַל מָסַכְתִּי, כִּמְעַט שֶׁעָבַרְתִּי קֵץ בָּבֶל זְרֻבָּבֶל, לְקֵץ שִׁבְעִים נוֹשַׁעְתִּי.         | Dvir kodsho hevi'ani, vegam sham lo shakateti. Uva noges vehiglani, ki zarim avadti. Vyein ra'al masakhti, kim'at she'avarti. Ketz Bavel Zerubavel, leketz shiv'im nosha'ati.              | Il m'a conduit dans le Saint des saints, et même là je n'ai pu me calmer Là-bas même l'oppresseur est venu m'exiler, car j'ai servi des dieux étrangers Et bu un vin empoisonné. J'ai failli y passer Après Babel vient Zerobabel, et au bout de 70 ans je fus sauvé               |
| כְּרוֹת קוֹמַת בְּרוֹשׁ, בִּקֵּשׁ אֲגָגִי בֶּן הַמְּדָתָא וְנִהְיָתָה לוֹ לְפַח וּלְמוֹקֵשׁ, וְגַאֲוָתוֹ נִשְׁבָּתָה רֹאשׁ יְמִינִי נִשֵּׂאתָ, וְאוֹיֵב שְׁמוֹ מָחִיתָ רֹב בָּנָיו וְקִנְיָנָיו עַל הָעֵץ תָּלִיתָ.     | Kerot komat berosh bikesh, Agagi ben Hamdatah. veniheyata lo lefah ulemokesh, vega'avato nishbata. Rosh yemini niseta, ve'oyev shmo mahita. Rov banav vekinyanav al ha'etz talita.         | Couper la cime du cyprès, tel fut le souhait du fils de Hammedata, Agagui(Hamman) Il fut pris au piège, et son orgueil le trahit Tu relevas la tête de Benjamin, et tu effaças le nom de l'ennemi La plupart de ses enfants et de ses descendants, à la potence tu pendis          |
| יְוָנִים נִקְבְּצוּ עָלַי, אֲזַי בִּימֵי חַשְׁמַנִּים וּפָרְצוּ חוֹמוֹת מִגְדָּלַי, וְטִמְּאוּ כָּל הַשְּׁמָנִים וּמִנּוֹתַר קַנְקַנִּים נַעֲשָׂה נֵס לַשּׁוֹשַׁנִּים בְּנֵי בִינָה יְמֵי שְׁמוֹנָה קָבְעוּ שִׁיר וּרְנָנִים | Yevanim nikbetzu alai, azai bimei Hashmanim. Ufartzu homot migdalai, vetim'u kol hashemanim. Uminotar kankanim na'asa nes lashoshanim. Bnei vina yemei shmona kav'u shir urenanim.         | Les grecs se sont groupés contre moi, au temps des Hasmonéens Ils ébréchèrent les murailles de mes tours, et souillèrent toutes les essences Et de la dernière fiole un miracle se produisit pour les Judéens Les fils de l'intelligence fixèrent huit jours de réjouissances      |
| חֲשׂוֹף זְרוֹעַ קָדְשֶׁךָ וְקָרֵב קֵץ הַיְשׁוּעָה נְקֹם נִקְמַת עֲבָדֶיךָ מֵאֻמָּה הָרְשָׁעָה כִּי אָרְכָה הַשָּׁעָה וְאֵין קֵץ לִימֵי הָרָעָה דְּחֵה אַדְמוֹן בְּצֵל צַלְמוֹן הָקֵם לָנוּ רוֹעִים שִׁבְעָה        | Hasof zroa kodshekha, vekarev ketz hayeshu'a. Nkom nikmat dam avadeikha me'uma haresha'a. Ki arkha hasha'a, ve'ein ketz limei hara'a. Dkheh admon betzel tzalmon, hakem lanu ro'im shiv'a. | Découvre le bras de ta sainteté et rapproche le temps de la délivrance Venge ton serviteur contre la vile nation Car le temps est bien long et il n'y a de fin aux jours de souffrance Repousse le roux (Esau) dans l'ombre (de la croix) et installes les sept bergers            |

## Sources d'inspiration moderne
Ce piyyout inspira la chanteuse et compositrice israélienne Naomi Shemer son Shiv'hei Ma'oz (« Louanges de la Forteresse »), qui fut jouée par l'orchestre Pikoud Darom en 1969. Cependant, si elle emprunte au Maoz Tsour ses deux premiers vers, elle en change la portée, car elle ne s'adresse pas à la Forteresse (Dieu) mais aux places-fortes de Tsahal qui avaient été attaquées à l'époque, lors de la guerre d'usure avec l'Égypte.
En 2006, le groupe folk rock Blackmore's Night adapte le poème sous le titre Ma-O-Tzur de son album de chants de Noël Winter Carols. 

## Sources
- Cet article contient des extraits de l'article « Maoz Tsur » par Cyrus Adler & Francis L. Cohen de la Jewish Encyclopedia de 1901–1906 dont le contenu se trouve dans le domaine public.
- Cet article provient en grande partie des versions hébraïcophones et anglophones, qui citent les références suivantes :
  - Sarah Friedlander Ben-Arie, Ma'oz tzur, a study in piyyut (en hébreu)
  - Diverses interprétations du Ma'oz tsour (en hébreu)
  - Rabbi David Haï Ha-Kohen, Ma'oz tzur (en hébreu)
  - Yosef Rot Rottem, Thoughts for Hannukah on "Ma oz" tzur (en hébreu ; jeu de mots entre Maoz-forteresse et Ma oz "quelle est la puissance [du Rocher]")